# Andrej Osterman

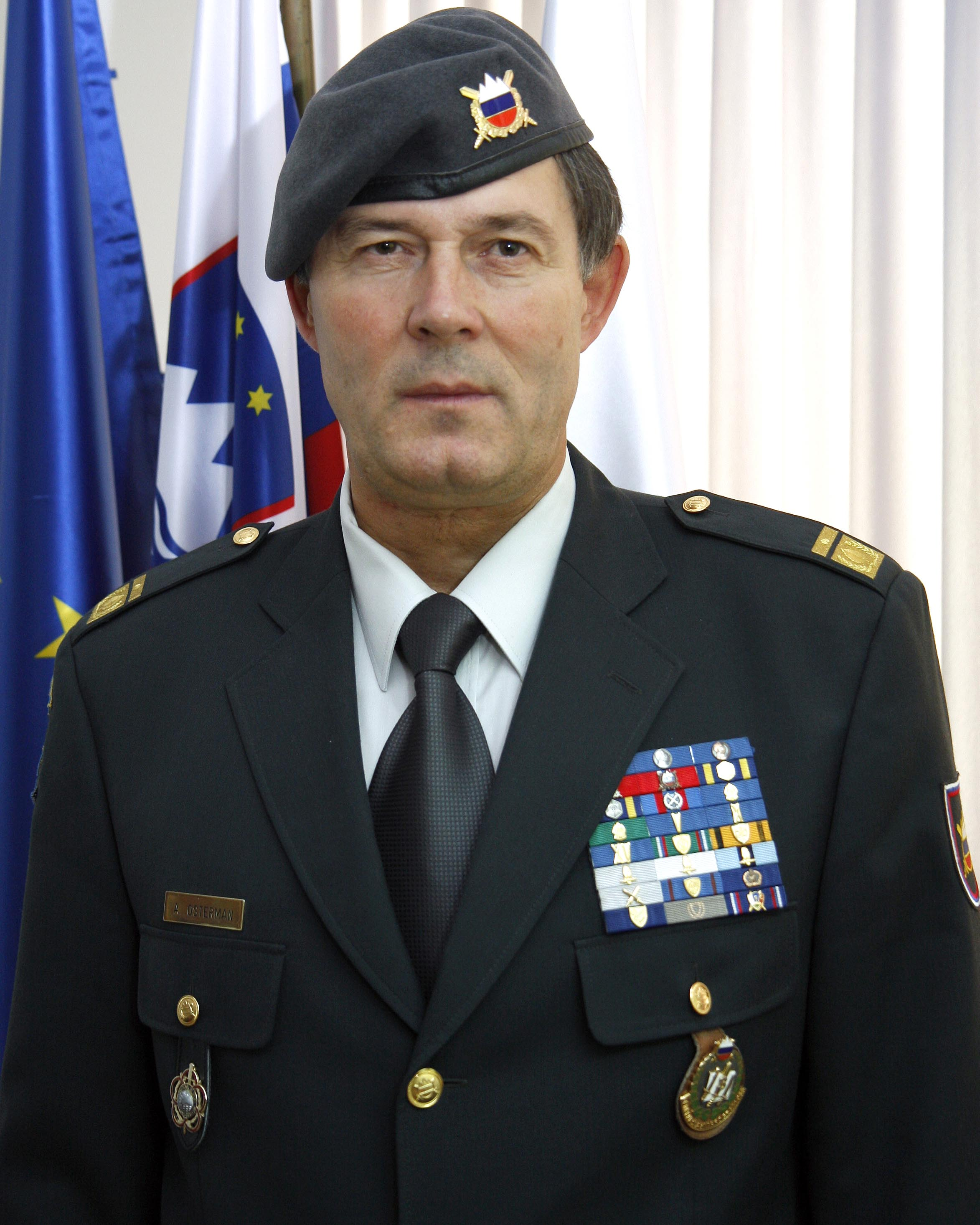
Andrej Osterman

Andrej Osterman (* 4. Oktober 1960) ist ein slowenischer Generalmajor und war von 2014 bis 2018 Befehlshaber der Slowenischen Streitkräfte.

## Leben
Andrej Osterman wurde 1960 in Kranj (deutsch Krainburg) in der Region Krain geboren. Nach seinem Militärdienst in den Jahren 1979 bis 1981, studierte er Rechtswissenschaften an der Universität Ljubljana.

### Militärische Laufbahn
Andrej Osterman hatte sich bereits während seines Militärdienstes zum Reserveoffizier ausbilden lassen und schloss sich im Rahmen der Loslösung Sloweniens von Jugoslawien als Berufsoffizier den Streitkräften seines Heimatlandes an. In den nächsten Jahren war er dort im Bereich der Ausbildung tätig und wurde 1993 zum Major befördert.
Darauf folgten verschiedene Aus- und Weiterbildungen, diverse Verwendungen den bei der Truppe und Aufgaben bei der NATO sowie mehrere Beförderungen und Auszeichnungen. Am 13. Oktober 2014 löste Osterman Dobran Božič als militärischen Befehlshaber der Slowenischen Streitkräften ab. Einen guten Monat später, wurde er am 23. November zum Generalmajor befördert. Im Jahr 2018 wurde er von Alan Geder als militärischen Befehlshaber der Slowenischen Streitkräften abgelöst.

### Privates
Der General ist verheiratet und Vater von zwei Kindern. Neben seiner Muttersprache spricht er auch Englisch.